# Вятське сільське поселення (Каракулинський район)
Вя́тське сільське поселення — муніципальне утворення в складі Каракулинського району Удмуртії, Росія. Адміністративний центр і єдиний населений пункт — село Вятське.
Сільське поселення утворилось 2005 року шляхом адміністративної реформи з Вятської сільської ради.
Населення становить 370 осіб (2019, 468 у 2010, 583 у 2002).
В поселенні діють середня школа та садочок, бібліотека, клуб та фельдшерсько-акушерський пункт.